# Дурт-Мунча
Дурт-Мунча (тат. Дүрт Мунча) — село в Заинском районе Республики Татарстан. Административный центр Дуртмунчинского сельского поселения.

## География
Расположено на реке Бастырма, в 38 км к северо-востоку от железнодорожной станции Заинск.

## История
Село известно с 1678 года как Нижний Кабан. В исторических документах упоминается также под названием Кара Илга.
До 1860-х годов жители относились к сословию государственных крестьян (из ясачных татар, в том числе старокрещёных). Их основные занятия в этот период — земледелие и скотоводство, были распространены извоз, ткацкий промысел, плетение рогожи и лаптей.
Жители приняли активное участие в Крестьянской войне 1773–1775 годов под предводительством Е. И. Пугачёва, был сформирован отряд повстанцев в составе 300 человек.
В «Списке населенных мест по сведениям 1870 года», изданном в 1877 году, населённый пункт упомянут как деревня Дюртмунчи 4-го стана Мензелинского уезда Уфимской губернии. Располагалась при речке Кабанке, по левую сторону коммерческого тракта из Бирска в Мамадыш, в 58 верстах от уездного города Мензелинска и в 38 верстах от становой квартиры в селе Бережные Челны. В деревне, в 83 дворах жили 501 человек (татары, 244 мужчины и 257 женщин), были мечеть (в 1930-е гг. была закрыта), училище, 2 водяные мельницы.
В начале XX века помимо мечети здесь действовали хлебозапасный магазин, торговая лавка; земельный надел сельской общины составлял 1611 десятин.
По подворной переписи 1912—1913 годов, из 183 дворов 33 были безлошадными, 142 — одно-, двухлошадными, 8 имели по три и более рабочих лошадей; зарегистрировано 1860 голов крупного рогатого и прочего скота. 40 дворов помимо сельского хозяйства занимались кустарными и отхожими промыслами.
Православные жители относились к приходу Петропавловской церкви села Ляки.
До 1920 года село входило в Ахметьевскую волость Мензелинского уезда Уфимской губернии. С 1920 года в составе Мензелинского, с 1922 — Челнинского кантонов ТАССР. С 10 августа 1930 года в Челнинском, с 10 февраля 1935 года в Заинском, с 1 февраля 1963 года в Челнинском, с 1 ноября 1972 года в Заинском районах.
В период коллективизации в селе был организован колхоз (с 1998 г. сельскохозяйственный производственный кооператив), с 2004 года в составе одноименного подразделения агрофирмы «Восток» (полеводство, молочное скотоводство).

## Население
| 1870 | 1897 | 1920 | 1926 | 1938 | 1949 | 1958 | 1970 | 1979 | 1989 | 2002 | 2010 | 2017 |
| ---- | ---- | ---- | ---- | ---- | ---- | ---- | ---- | ---- | ---- | ---- | ---- | ---- |
| 501  | 783  | 1040 | 830  | 635  | 486  | 433  | 510  | 369  | 274  | 336  | 329  | 297  |

Национальный состав села — татары, в том числе крещёные татары — 24%.

## Инфраструктура
В селе действуют дом культуры, библиотека, фельдшерско-акушерский пункт.

## Религия
В 2008 году на месте дореволюционной возведена новая мечеть.